# Josef Eder
Josef Eder (Innsbruck, 2 de mayo de 1942) es un deportista austríaco que compitió en bobsleigh. Participó en dos Juegos Olímpicos de Invierno en los años 1968 y 1972, obteniendo una medalla de plata en Grenoble 1968 en la prueba cuádruple.

## Palmarés internacional
| Juegos Olímpicos | Juegos Olímpicos   | Juegos Olímpicos | Juegos Olímpicos |
| Año              | Lugar              | Medalla          | Prueba           |
| ---------------- | ------------------ | ---------------- | ---------------- |
| 1968             | Grenoble (Francia) | Medalla de plata | Cuádruple        |